# Mariscal Sucre International Airport
Mariscal Sucre International Airport är en flygplats i Ecuador. Den ligger i den centrala delen av landet, 11 km norr om huvudstaden Quito. Mariscal Sucre International Airport ligger 2 812 meter över havet.
Terrängen runt Mariscal Sucre International Airport är varierad, och sluttar österut. Runt Mariscal Sucre International Airport är det mycket tätbefolkat, med 1 754 invånare per kvadratkilometer. Närmaste större samhälle är Quito, 10,7 km söder om Mariscal Sucre International Airport. Runt Mariscal Sucre International Airport är det i huvudsak tätbebyggt.